# Abutilon inaequale
Abutilon inaequale là một loài thực vật có hoa trong họ Cẩm quỳ. Loài này được (Link & Otto) K.Schum. mô tả khoa học đầu tiên năm 1891.